# لز پودرویانسکی
لز پودرویانسکی (اوکراینی: Олександр «Лесь» Сергійович Подерв'янський، آوانگاری: Oleksandr "Les'" Serhijovyč Poderv"jans'kyj؛ زادهٔ ۳ نوامبر ۱۹۵۲) نقاش اهل اتحاد جماهیر شوروی سوسیالیستی است.